# Two Feet Stand
Two Feet Stand – pierwszy album deathmetalowej grupy Gardenian.

## Lista utworów
1. Two Feet Stand 3:13
2. Flipside of Reality 3:49
3. The Downfall 4:06
4. Awake of Abuse 3:50
5. Netherworld 3:50
6. Do Me Now 4:06
7. Murder 3:27
8. Freedom 3:44
9. Mindless Domination 4:02
10. The Silent Fall 3:30

## Twórcy
- Jim Kjell - gitara, śpiew
- Niklas Engelin – gitara, chórki
- Robert Hakemo – gitara basowa, chórki
- Thim Blom – perkusja